# Boreus pilosus
Boreus pilosus är en näbbsländeart som beskrevs av Carpenter 1935. Boreus pilosus ingår i släktet Boreus och familjen snösländor. Inga underarter finns listade i Catalogue of Life.